# Довлатабад
Довлатабад (перс. باغ دولت آباد) — перський сад в місті Єзд, Іран.

## Історія
Заснований як резиденція регента Карім Хан Занда у 1750. Наразі сад використовується як парк для туристів, яких цікавить високий бадгір. На території розміщені кав'ярні. У 2011 році разом з 8ми іншими садами внесений у список об'єктів Світової спадщини ЮНЕСКО під назвою Перські сади.

## Дизайн
Побудований у стилі традиційного перського саду на кордоні з великою пустелею. Довлатабад складається з власне саду, системи доріжок, каналу з фонтанами, високого бадгіру та інших павільйонів. Увесь сад обнесений захисною стіною. З дерев ростуть кипариси, гранати. Центральне місце в саді займає високий бадгір (33,8 м) на особняку з вітражними вікнами. Його помітно навіть з-за стіни парку. Ця споруда забезпечує будинок вентиляцією. Його вважають найвищим бадгіром у світі.

## Галерея

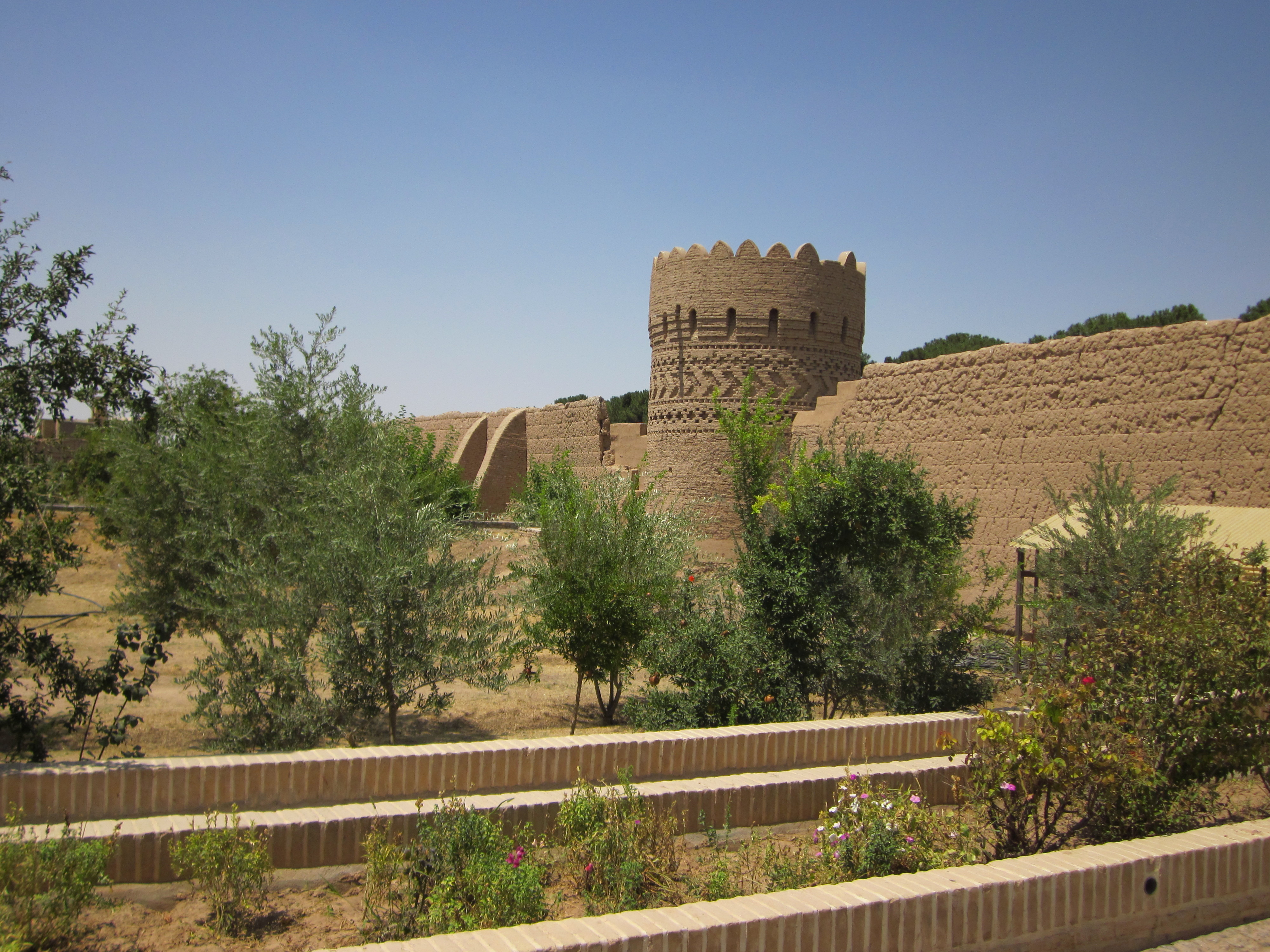
Вид саду ззовні
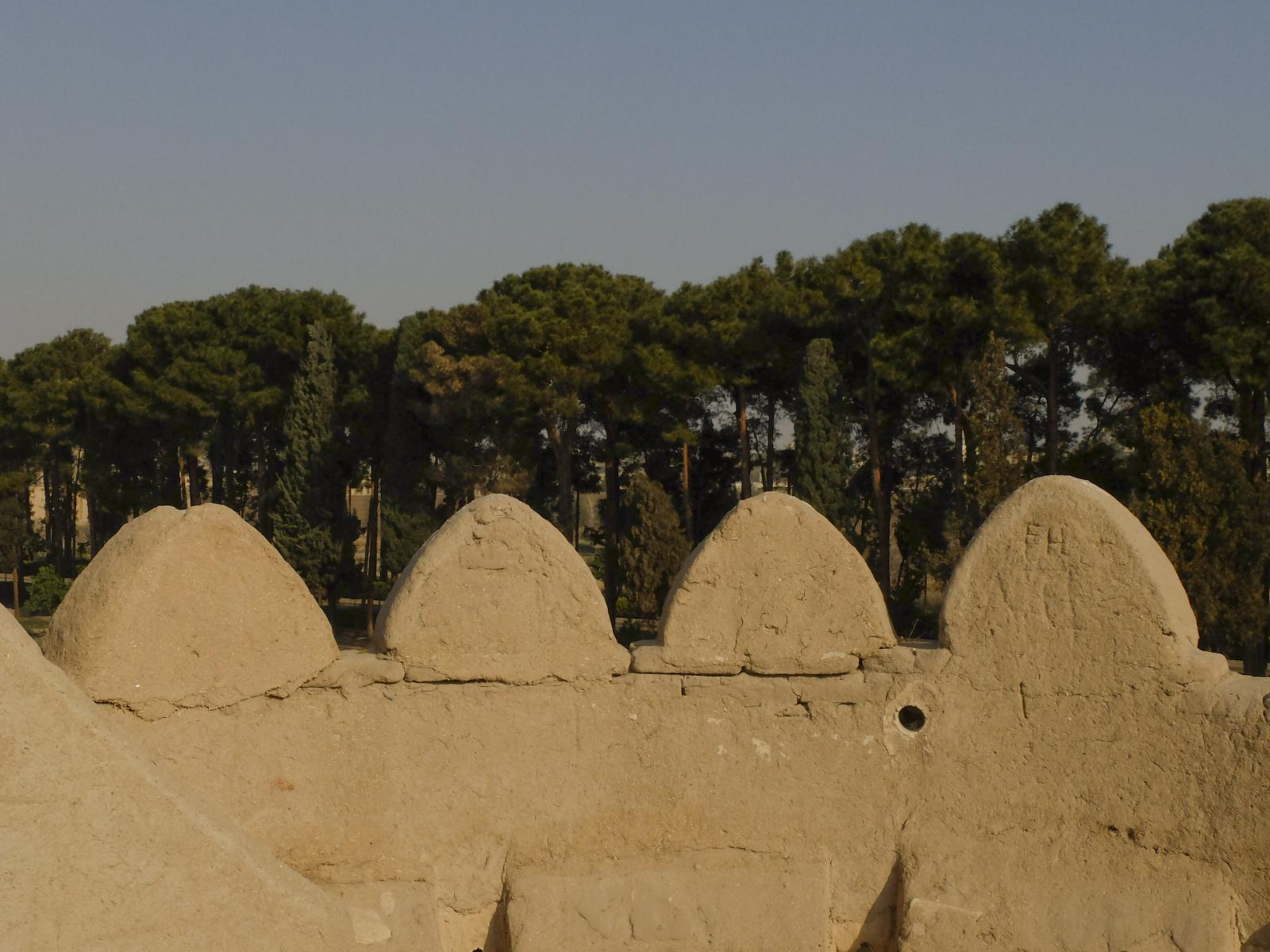
Стіни саду
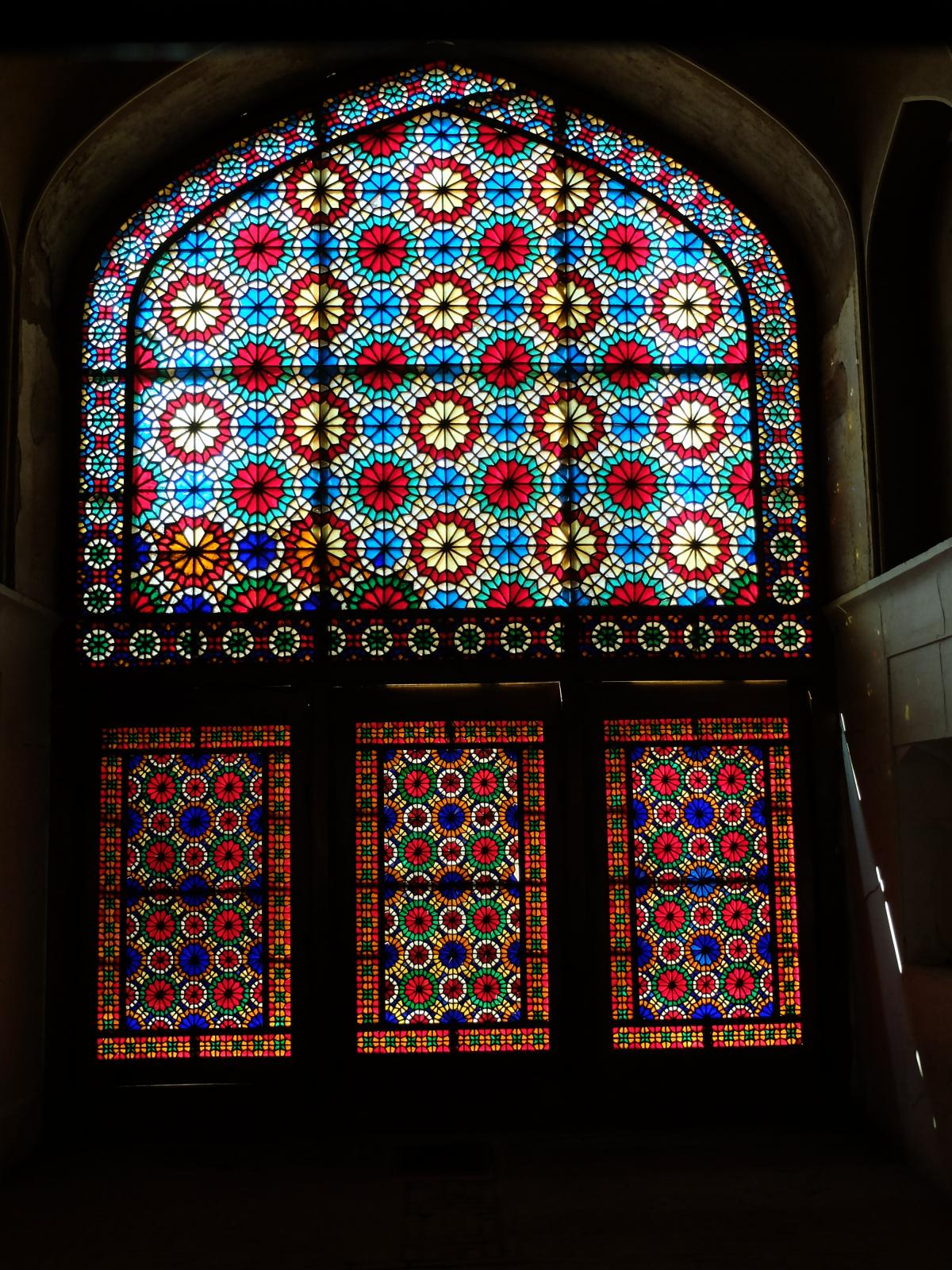
Вітражі
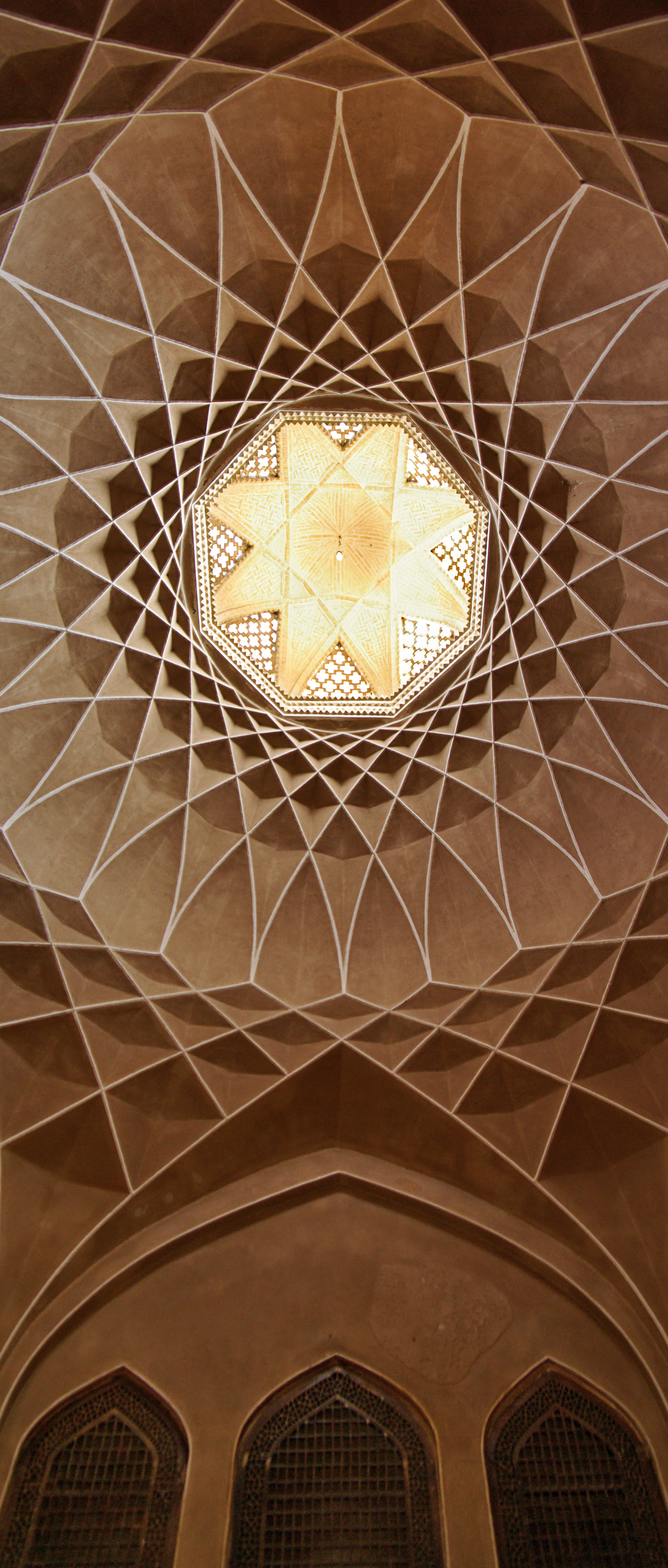
Оздоблення особняка
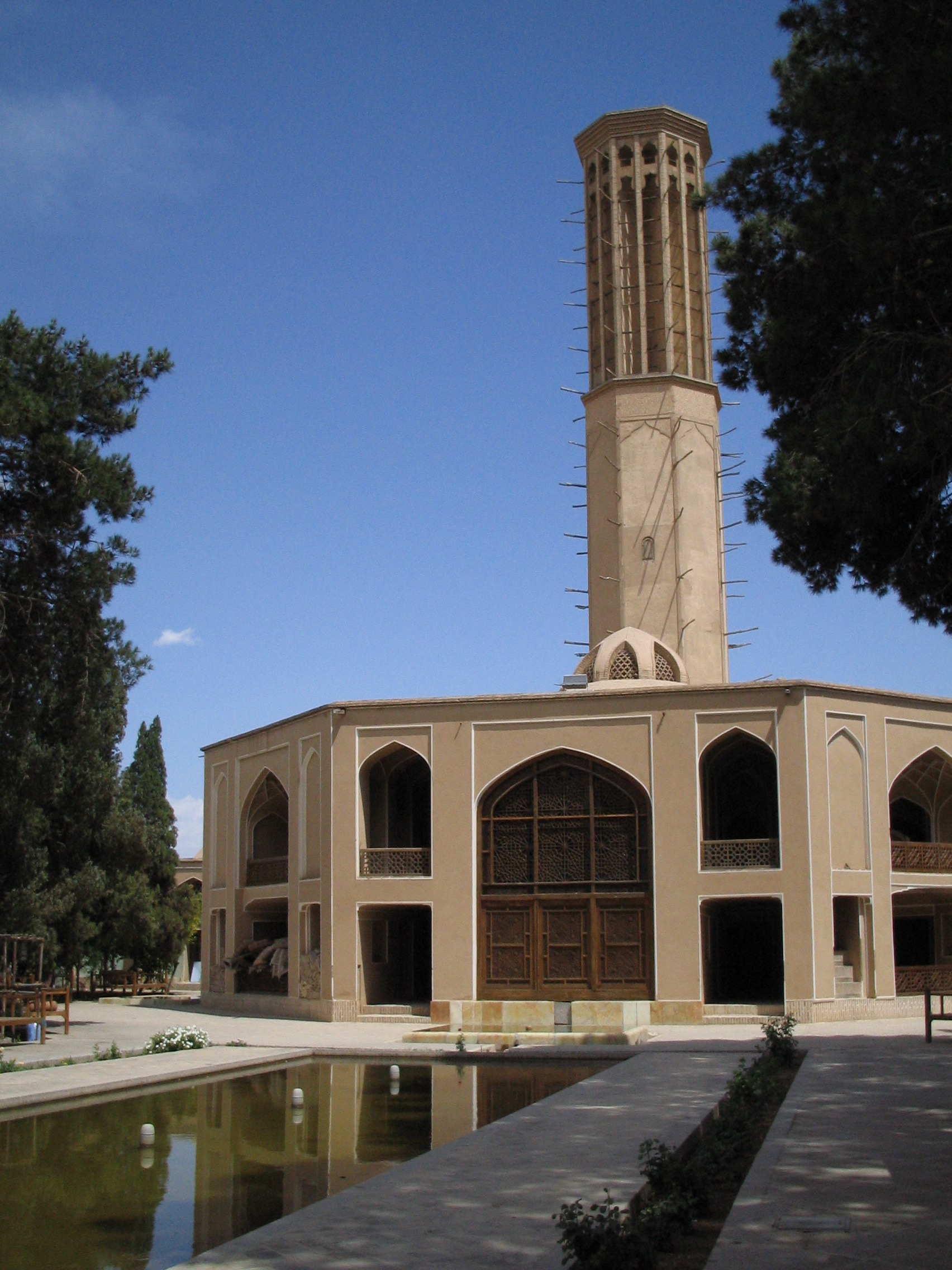
Бадгір
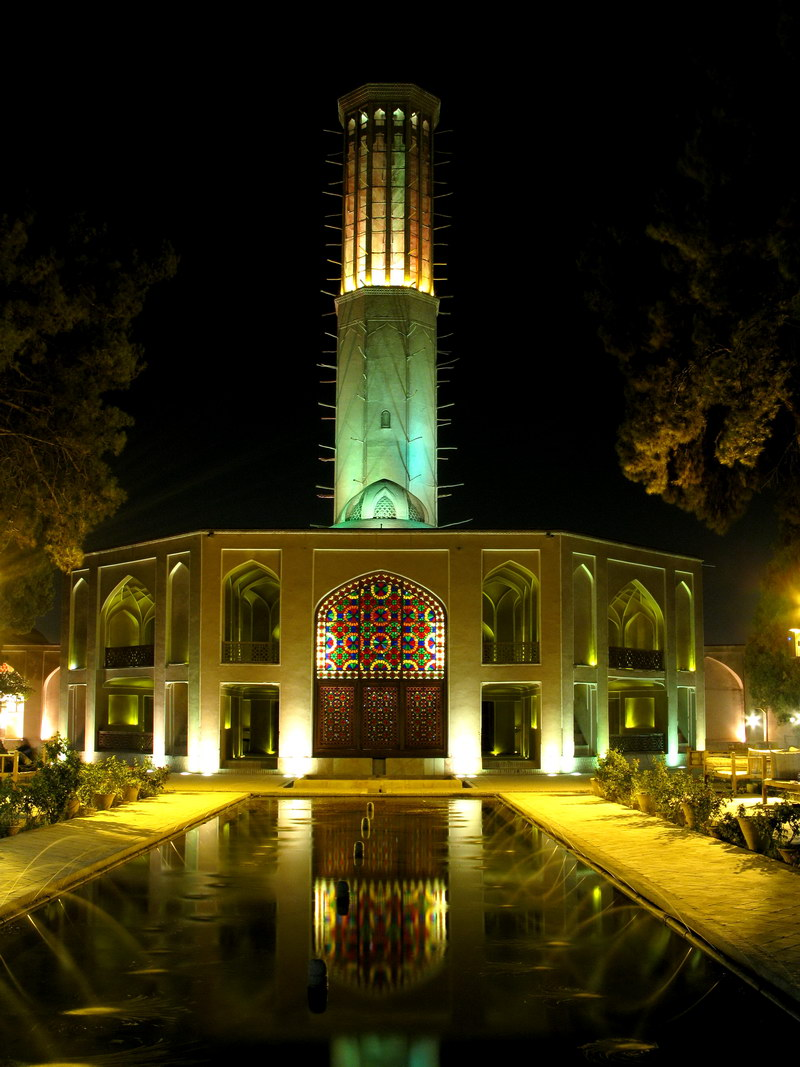
Вид вночі